# Мілфорд (Вісконсин)
Мілфорд (англ. Milford) — місто (англ. town) в США, в окрузі Джефферсон штату Вісконсин. Населення — 1106 осіб (2020).

## Демографія
Згідно з переписом 2010 року, у місті мешкало 1099 осіб у 424 домогосподарствах у складі 314 родин. Було 456 помешкань
Расовий склад населення:
| - 95,9 % — білих - 0,5 % — чорних або афроамериканців - 0,5 % — азіатів - 0,2 % — вихідців з тихоокеанських островів - 0,2 % — корінних американців |

До двох чи більше рас належало 1,9 %. Частка іспаномовних становила 2,3 % від усіх жителів.
За віковим діапазоном населення розподілялося таким чином: 21,5 % — особи молодші 18 років, 62,9 % — особи у віці 18—64 років, 15,6 % — особи у віці 65 років та старші. Медіана віку мешканця становила 43,9 року. На 100 осіб жіночої статі у місті припадало 109,7 чоловіків;  на 100 жінок у віці від 18 років та старших — 110,5 чоловіків також старших 18 років.
Середній дохід на одне домашнє господарство  становив 93 435 доларів США (медіана — 68 750), а середній дохід на одну сім'ю — 114 402 долари (медіана — 80 938). Медіана доходів становила 48 542 долари для чоловіків та 46 094 долари для жінок. За межею бідності перебувало 2,5 % осіб, у тому числі 1,6 % дітей у віці до 18 років та 1,1 % осіб у віці 65 років та старших.
Цивільне працевлаштоване населення становило 713 осіб. Основні галузі зайнятості: виробництво — 21,7 %, освіта, охорона здоров'я та соціальна допомога — 19,2 %, роздрібна торгівля — 10,4 %, будівництво — 10,2 %.